# Batalla de Krasni Bor
La batalla de Krasni Bor (en ruso: Краснобо́рская опера́ция) también  conocida como segunda batalla del lago Ládoga, tuvo lugar entre el 10 y el 13 de febrero de 1943 en los arrabales de Leningrado (Unión Soviética). Fue parte de la Operación Estrella Polar, en el Frente Oriental de la Segunda Guerra Mundial. El Cuartel General del Mando Supremo soviético (Stavka) había diseñado un ataque en pinza en los alrededores de Leningrado, para aprovechar el éxito de la Operación Chispa y así levantar por completo el sitio de Leningrado, rodeando una parte sustancial del 18.° Ejército alemán. El ataque cerca de la aldea de Krasni Bor, formó el brazo occidental de dicha pinza. La ofensiva soviética comenzó el miércoles 10 de febrero de 1943, produjo avances notables el primer día, pero rápidamente el frente se estabilizó. La fuerte defensa de la División Azul española y de la 4.ª División SS Polizei alemana dio tiempo a la Wehrmacht para reforzar sus posiciones, mediante el envío de un gran número de grupos de batalla («kampfgruppe» en terminología alemana) de distintas divisiones alemanas. El 13 de febrero, las fuerzas soviéticas se vieron obligadas a detener su ofensiva en este sector.

## Antecedentes
El asedio de Leningrado comenzó a principios del otoño de 1941. El 8 de septiembre, las fuerzas alemanas y finlandesas habían rodeado la ciudad, cortando todas las rutas de suministro a Leningrado y sus suburbios. Sin embargo, el impulso original en la ciudad falló y la ciudad fue sometida a un asedio. Durante 1942, el Ejército Rojo realizó varios intentos para romper el bloqueo, pero todos fracasaron. El último de esos intentos fue la ofensiva de Siniávino, que tras su fracaso, la línea del frente se estabilizó y nuevamente dieciséis kilómetros separaban el Frente de Leningrado de Leonid Góvorov en la ciudad de Leningrado, del Frente del Vóljov de Kiril Meretskov al este de la ciudad.
A pesar de los fracasos de operaciones anteriores, levantar del sitio de Leningrado era una prioridad muy alta para el Alto Mando soviético (Stavka), por lo que se iniciaron nuevos preparativos para una nueva ofensiva en noviembre de 1942. En diciembre, la operación fue aprobada por la Stavka y recibió el nombre en clave de «Iskra» (Chispa), se fijó el inicio de la operación para enero de 1943.
La realización de la operación se encomendó al Frente de Leningrado y al Frente del Vóljov del Ejército Rojo con el apoyo de la Flota del Báltico y de la Flotilla del Ládoga, del 12 al 30 de enero de 1943, con el objetivo de crear una conexión terrestre con Leningrado. Las fuerzas de ambos frentes se unieron el 18 de enero y el 22 de enero la línea del frente se había estabilizado. La operación abrió con éxito un corredor terrestre de entre ocho a diez kilómetros de ancho hasta la ciudad. Inmediatamente después de la operación, se construyó un ferrocarril a través del corredor que permitió que llegaran muchos más suministros a la ciudad que por el Camino de la Vida a través de la superficie congelada del lago de Ládoga, reduciendo significativamente la posibilidad de captura de la ciudad y cualquier vínculo entre las tropas de Alemania y de Finlandia.
Sin embargo, el Cuartel General del Mando Supremo (Stavka) sabía que Iskra estaba incompleto ya que el corredor que había abierto era estrecho y todavía estaba dentro del alcance de la artillería alemana. Además, las importantes alturas y el punto fuerte de Siniávino todavía estaban controladas por los alemanes. Esto llevó al mariscal soviético Gueorgui Zhúkov, a lanzar la operación Estrella Polar menos de dos semanas después, cuyo objetivo era derrotar de manera decisiva al Grupo de Ejércitos Norte, y así levantar el asedio por completo.

## Planes soviéticos
Los planes soviéticos para la operación Estrella Polar requerían un ataque en pinza desde los alrededores de Leningrado. Así el 55.º Ejército soviético al mando del mayor general Vladímir Svirídov debía atacar en dirección sureste desde Leningrado a lo largo de la línea de ferrocarril que comunican Moscú con Leningrado, para después avanzar hacia Krasni Bor y Tosno, luego girarían sus tropas hacia el este cruzando en río Tosna y enlazaría con las tropas del 54.º Ejército soviético de Aleksandr Sujomlin del Frente del Vóljov. Al mismo tiempo el 54.º Ejército atacaría en dirección oeste desde la región de Smerdynia, liberaría Shapki y luego avanzaría hacia Tosno donde debía enlazar con las unidades de vanguardía del 55.º Ejército. Una vez completado el ataque en pinza cercarían a todas las tropas alemanas en la zona de Mga-Siniávino y así ensancharían el estrecho corredor abierto por la operación Chispa. Posteriormente, ambos ejércitos avanzarían hacia el sur para así destruir a las tropas del Eje que se retiraban del avance del Frente Noroeste, que vendría avanzando por el sur. El plan también requería un ataque de diversión del 54.º Ejército en dirección a Liubán para fijar las tropas alemanas allí desplegadas.
Vladímir Sviridov comandante del 55.º Ejército, planeaba encabezar el asalto con las divisiones 45.ª y 63.ª de fusileros de la guardia, con la 43.ª División de Fusileros y con la 34.ª Brigada de esquiadores en su primer escalón, apoyados por el 31.ª Regimiento de Tanques, unos 33 000 hombres y 30 tanques en total. Después de que estas únidades hubieran roto las defensas del Eje en la zona de Krasni Bor, Svirodov lanzaría su grupo móvil formado por la 35.ª Brigada de esquiadores y la 122.ª Brigada de Tanques, unos 5000 hombres y 60 tanques. Dicho grupo avanzaría siguiendo la línea del ferrocarril hasta Tosno donde debía enlazar con el 54.º Ejército que, de acuerdo con los planes trazados, vendría desde el este. Las tropas soviéticas estaban apoyadas por unas 1000 piezas de artillería (270 cañones de campaña, 30 lanzacohetes, 100 cañones antitanque y 600 morteros).
Las tropas del 55.º Ejército se enfrentaban a la División Azul española al mando de Emilio Esteban-Infantes y Martín y a la 4.ª División SS Polizei alemana de Alfred Wünnenberg del L Cuerpo de Ejército, desplegados entre Krasni Bor y el río Nevá al este de Kolpino. Las tropas españolas de la División Azul contaban con un regimiento reforzado y tres batallones de infantería, con un total aproximado de 4500 hombres (el historiador español Carlos Caballero Jurado, aumenta esta cifra hasta los 5000 efectivos y Coldfelter habla de 5608 soldados) sin apoyo blindado, aunque si que contaba con un batallón antitanque equipado con cañones antitanque PaK 36 de 37 mm y con dos baterías de artillería equipadas con cañones 10.5 cm leFH 18 de 105 mm.

## Desarrollo de los combates

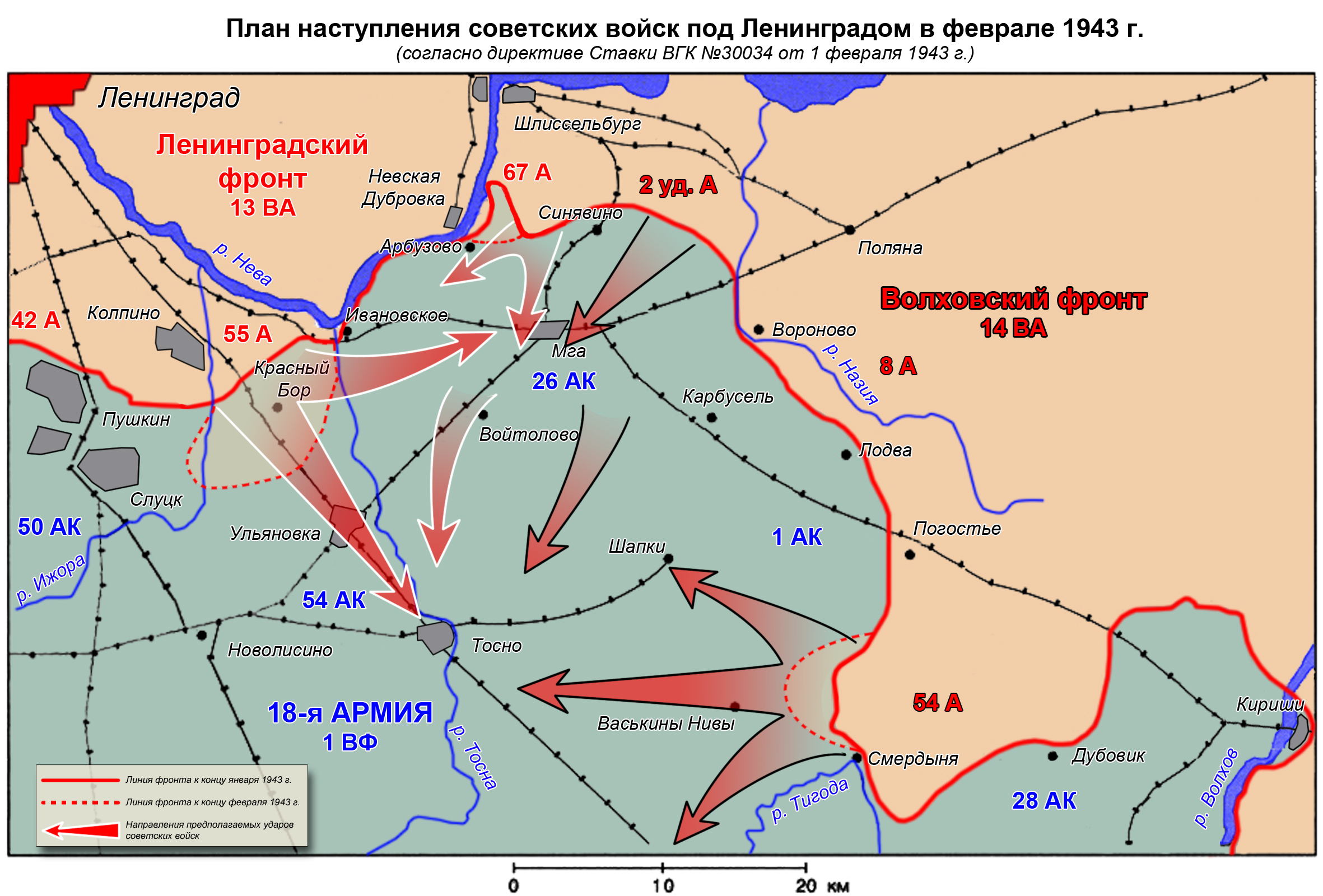
Mapa soviético que muestra el plan inicial para la Operación Estrella Polar en el área de Leningrado. Al este el Frente del Vóljov, con el 54.º Ejército al sur. El Frente de Leningrado (55.º Ejército) está al oeste

A primera hora del 10 de febrero de 1943, un bombardeo masivo de artillería de 1000 piezas de artillería golpeó las líneas españolas exactamente a las 6:45h. Proyectiles, morteros y cohetes Katiusha golpearon las trincheras, búnkeres y refugios que se habían construido para defender el flanco este del Grupo de Ejércitos Norte. A las 8ː45h, el bombardeo se desplazó desde la línea del frente hacia la aldea de Krasni Bor, y también golpeó las aldeas de Podolvo y Raikelevo (situadas al este y sureste de Krasni Bor, respectivamente), siendo esta última la ubicación del puesto de mando avanzado de Emilio Esteban-Infantes y Martín. La poderosa preparación artillera soviética provocó entre el 50 y el 80 por ciento de bajas entre los efectivos de las compañías desplegadas en primera línea de combate.
La ofensiva tomó por sorpresa a las tropas del Eje desplegadas en la zona de Kolpino, Tosno y Krasni Bor. A las 12ː00h la 63.ª División de Fusileros de la Guardia, al mando del mayor general Nikolái Simoniak, capturó Krasni Bor y la 45.ª División de Fusileros de la Guardia de Anatoli Krasnov tomó Mishkino ese mismo día. Hacia el final del día y a pesar de la dura resistencia de las tropas españolas, las tropas del primer escalón del 55.ª Ejército habían avanzado entre 4 y 5 kilómetros y liberando las aldeas de Krasni Bor, Mishkino, Stáraya, Myza, Chernyshevo, Stepanovka y la estación de ferrocarril de Popovka.
A última hora del 10 de febrero, Vladímir Svirídov ordenó a su «Grupo Móvil» que explotara el éxito de la 45.ª División de Fusileros de la Guardia y avanzara hacia Tosno, como estaba previsto. Pero la dura resistencia española y un inesperado deshielo que impidió que la Brigada de Esquí operara fuera de las carreteras detuvó el avance del grupo móvil muy lejos de sus objetivos. Las tropas soviéticas se empeñaron en duros combates cuerpo a cuerpo contra las defensas españolas a lo largo del río Izhora y las carreteras al sur de Krasni Bor. Durante las siguientes horas el 18.º Ejército alemán reforzó las posiciones españolas con varios kampfgruppe de las 212.º y 215.º divisiones de infantería alemanas.
En el flanco derecho del 55.º Ejército, la 43.ª División de Fusileros de Iván Sinkevich y la 34.º Brigada de esquiadores apenas avanzaron entre 3 y 4 kilómetros contra una resuelta resistencia de la 4.ª División SS Polizei, que se vio obligada a retroceder hasta el río Tosna, los alemanes reforzaron ese sector con el envío de la 24.ª División de Infantería, 2.ª Brigada Motorizada SS, la Legión Flamenca y varios kampfgruppe de las 11.ª, 21.ª y 227.ª divisiones de infantería alemanas. Los refuerzos detuvieron el avance soviético muy lejos de sus objetivos previstos. Para el 13 de febrero, la ofensiva se había detenido tras sufrir los soviéticos unas 10 000 bajas y perder casi todos sus tanques.

## Consecuencias

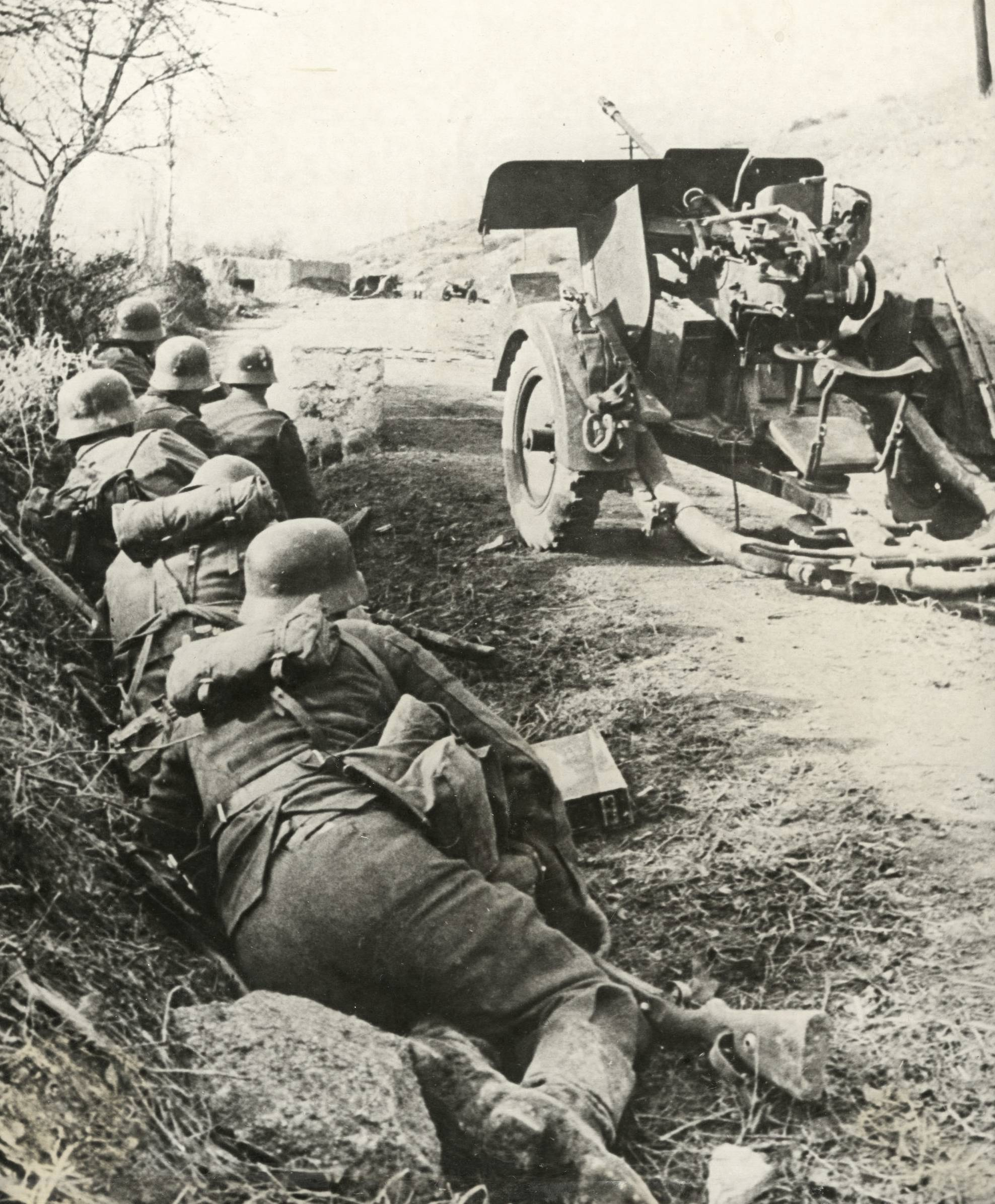
Soldados españoles de la división Azul en combate en algún lugar en los alrededores de Leningrado

El fracaso del 55 º Ejército soviético en seguir adelante con su éxito inicial significó que el cerco de las fuerzas alemanas en el sector Mga había perdido su pinza norte. La falta de éxito de los otros ejércitos atacantes, por razones similares, llevó al fracaso general de la Operación Estrella Polar para embolsar Leningrado como Stalingrado. Pasaría casi otro año antes de que el 18.° Ejército se retirara de los accesos directos a Leningrado. El L Cuerpo de Ejército alemán, en particular la División Azul (española), había logrado mantener al Ejército Rojo dentro del perímetro del sitio de Leningrado, pero a un alto costo.
El 15 de febrero, la División Azul informó de 3645 muertos o heridos y 300 desaparecidos o prisioneros, lo que representó una tasa de bajas del 70-75 % de las tropas que participaron en la batalla, su batallón de fusileros perdió casi el 90 % de sus efectivos iniciales. Afirmó que había causado 11 000 bajas al 55.º Ejército en los cinco días que duró la batalla.
Debido a estas grandes pérdidas y la presión aliada sobre el régimen franquista, la División Azul se retiró a Alemania y luego se disolvió. Una nueva formación de voluntarios llamada Legión Azul permaneció en combate en el Frente Oriental, adscrita a la 121.ª División de Infantería hasta marzo de 1944. Luego también fue disuelta y la mayoría de los voluntarios enviados de regreso a España.
Las bajas españolas en todo el conflicto soviético-alemán ascendieron a 22 700ː 3934 muertes en batalla, 570 muertes por enfermedades, 326 desaparecidos o capturados, 8466 heridos, 7800 enfermos y 1600 congelados. En combate contra la división española, el Ejército Rojo sufrió 49 300 bajas.
El 25 de diciembre de 1943, el 55.º Ejército se combinó con el 67.º Ejército. El cambio entró en vigor a partir del 30 de diciembre, manteniéndose Vladímir Svirídov al mando del reconstituido 67.º Ejército.

## Orden de batalla

### Ejército Rojo

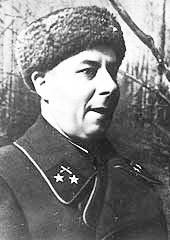
El mayor general Vladímir Svirídov comandante del 55.º Ejército

Frente de Leningrado, comandante coronel general Leonid Góvorov
55.º Ejército, 38 000 soldados, comandante mayor general de artillería Vladímir Svirídov.
- 43.ª División de Fusileros, comandante mayor general Iván Sinkevich;[17]
- 45.ª División de Fusileros de la Guardia, comandante mayor general Anatoli Krasnov;[18]
- 63.ª División de Fusileros de la Guardia, comandante mayor general Nikolái Simoniak;[19]
- 122.ª Brigada de Tanques
- 31.ª Regimiento de Tanques
- 34.ª Brigada de Esquiadores
- 35.ª Brigada de Esquiadores
- Regimientos de artillería y morteros con una dotación total de 1000 piezas de artillería.

### Wehrmacht

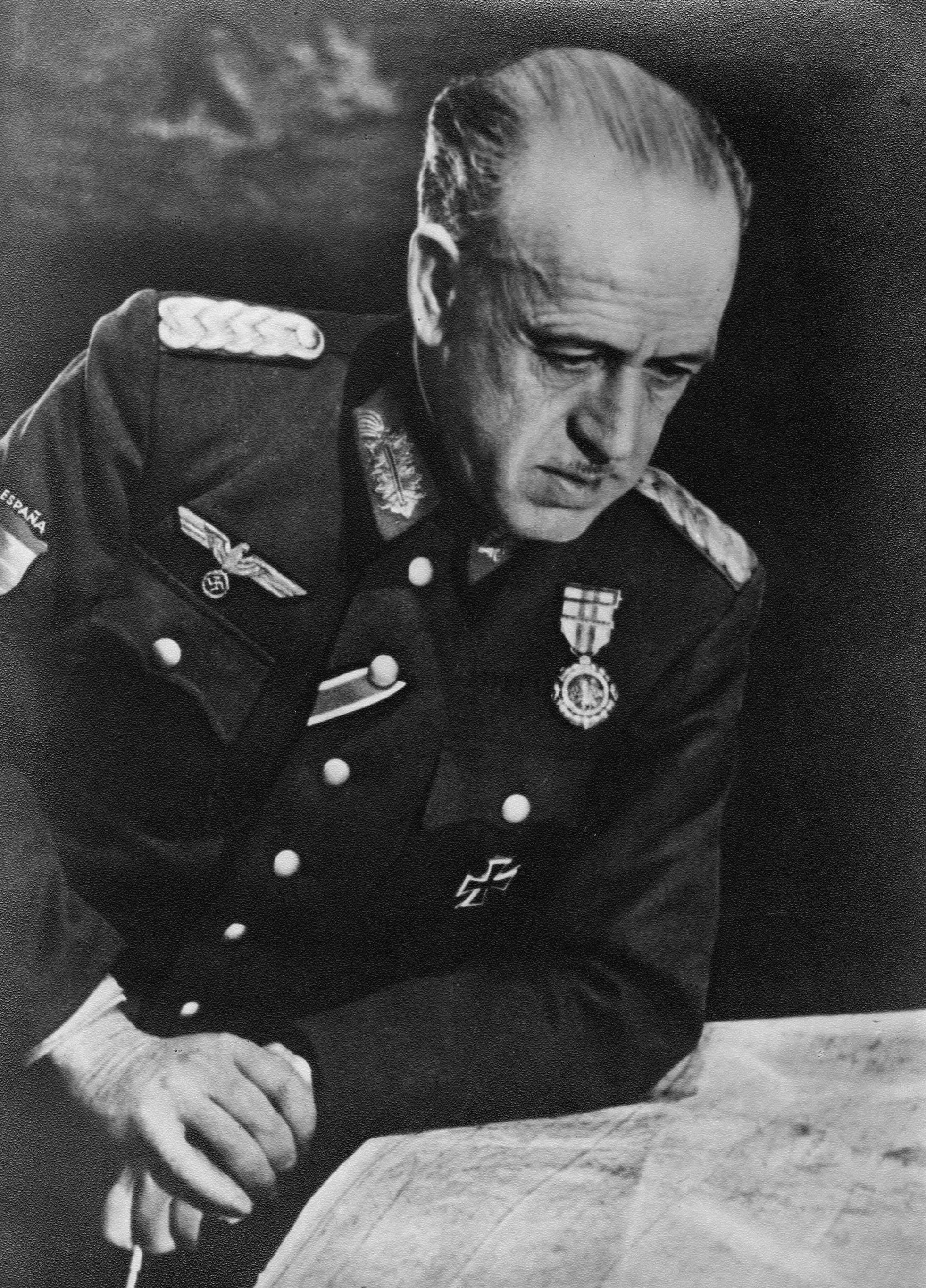
El mayor general Emilio Esteban-Infantes y Martín comandante de la División Azul

Grupo de Ejércitos Norte, comandante Generalfeldmarschall Georg von Küchler.
L Cuerpo de Ejército, comandante General der Kavallerie Philipp Kleffelː
- 250.ª División de Infantería (División Azul), 4500 soldados, comandante mayor general Emilio Esteban-Infantes y Martín
  - 250.º Batallón de reemplazo
  - 262.º Regimiento (3 batallones)
    - Compañía de esquiadores

  - 250.º Batallón de Reconocimiento
  - 1.º Batallón de Artillería (3 baterías) con cañones de 105 mm
  - Una batería del 3.º Batallón de Artillería con cañones de 105 mm
  - Una batería del 4.º Batallón de Artillería con cañones de 105 mm
  - 250.º Batallón antitanque con cañones antitanque PaK 36 de 37 mm
  - Grupo de zapadores de asalto
  - Una compañía independiente de cañones antitanque con piezas PaK 40 de 75 mm

- 4.ª División SS Polizei, comandante Generalmajor Alfred Wünnenberg

Refuerzosː
- 24.ª División de Infantería
- 2.ª Brigada Motorizada SS
- Grupo de batalla (kampfgruppe) de la 212.º División de Infantería
- Grupo de batalla de la 215.º División de infantería
- Grupo de batalla de la 11.ª División de Infantería
- Grupo de batalla de la 21.º División de Infantería
- Grupo de batalla de la 227.º División de Infantería
- Legión voluntaria de las SS Flandes (2 compañías)